# 코커스
코커스(caucus)는 특정한 정당이나 운동의 지지자 또는 구성원들 간의 모임이다. 구체적인 정의는 국가와 정치 문화에 따라 다양하다.
이 용어는 미국에서 기원하였으며 이곳에서는 미국 의회나 기타 비슷한 정부 대표 기관에서의 후보 지명, 정책 계획 등을 위해 성립된 정당의 구성원들 모임을 가리킬 수 있다. 오스트레일리아, 캐나다, 뉴질랜드, 남아프리카공화국 등 특정 영연방 국가들에도 확산되었으며 여기서는 보통 교섭단체에 속한 모든 국회의원의 정기적인 모임을 가리킨다.

## 같이 보기
- 위원회
- 미국 대통령 선거